# Al-Qamsiyah
Al-Qamsiyah (tiếng Ả Rập: القمصية) là một thị trấn ở phía tây bắc Syria, một phần hành chính của Tỉnh Tartus, nằm ở phía bắc Tartus. Các địa phương lân cận bao gồm al-Annazeh, Maten al-Sahel và Husayn al-Baher ở phía tây nam và Khawabi, Khirbet al-Faras và al-Shaykh Badr ở phía đông nam. Theo Cục Thống kê Trung ương Syria (CBS), al-Qamsiyah có dân số 2.244 trong cuộc điều tra dân số năm 2004. Cư dân của nó chủ yếu là Alawites.